# Митино (Рыбинский район)
Ми́тино — деревня Волжского сельского округа Волжского сельского поселения Рыбинского района Ярославской области . 
Деревня расположена на юго-восточной окраине города Рыбинск, его микрорайона Копаево, между правым, высоким и обрывистым берегом реки Волги (Горьковское водохранилище), и автомобильной дорогой Р151 Рыбинск—Тутаев, вдоль которых ориентирована единственная улица деревни. К северу от Митино, на берегу Волги — село Семёновское, а к северо-востоку — деревня Забава. Посёлок Ермаково, центр Волжского сельского поселения, расположен на дороге Р-151 восточнее отворота на Забаву .
На 1 января 2007 года в деревне числилось 7 постоянных жителей . Деревня приведена в списке обслуживания одновременно двух почтовых отделений Рыбинск-8  и Ермаково-1, по почтовым данным в деревне 12 домов .